# Kapela sv. Mihalja u Samoboru
Kapela sv. Mihalja, rimokatolička crkva u Gradu Samoboru, zaštićeno kulturno dobro.

## Opis dobra
Kapela sv. Mihalja, podignuta u podnožju brda Tepec ispod samoborskog starog grada, srednjovjekovna je barokizirana građevina, sagrađena u 15. st., a dograđivana i obnavljana u 16. i 17. stoljeću. Tip je jednobrodne crkve s užim, poligonalno završenim svetištem, a slikovito razveden volumen dopunjuju sakristija, ulazni trijem, natkriti mostić za ulaz na kor s vanjske strane te masivni zvonik s baroknom lukovicom. Bridovi zvonika i pročelja oslikani su crveno-sivim kvaderima. Sačuvano je više gotičkih, kamenih detalja, prozorskih i vratnih okvira, kustodija, stepenasto uvučen šiljati luk portala glavnog ulaza, reljef „Raspeće“ iz 1589. g. te tri vrijedna, drvena, barokna oltara.

## Zaštita
Pod oznakom Z-1460 zavedena je kao nepokretno kulturno dobro – pojedinačno, pravna statusa zaštićena kulturnog dobra, klasificirano kao "sakralna graditeljska baština".